# Titularbistum Uzalis
Uzalis (ital.: Uzali) ist ein Titularbistum der römisch-katholischen Kirche.
Es geht zurück auf einen untergegangenen Bischofssitz in der gleichnamigen antiken Stadt, die in der römischen Provinz Africa proconsularis (heute nördliches Tunesien) lag. Der Bischofssitz war der Kirchenprovinz Karthago zugeordnet.
| Titularbischöfe von Uzalis |                                        |                                                                                     |                   |                   |
| Nr.                        | Name                                   | Amt                                                                                 | von               | bis               |
| 1                          | Edoardo Luigi Antonio Leys MAfr        | Apostolischer Koadjutorvikar von Kivu Apostolischer Vikar von Kivu (Belgisch-Kongo) | 19. Dezember 1929 | 10. August 1945   |
| 2                          | Gérard Wantenaar MHM                   | Apostolischer Vikar von Basankusu (Kongo)                                           | 8. Januar 1948    | 3. Dezember 1951  |
| 3                          | Giuseppe Pullano                       | Koadjutorbischof von Patti (Italien)                                                | 22. April 1953    | 2. August 1957    |
| 4                          | Raimundo de Castro e Silva             | Weihbischof in Fortaleza (Brasilien)                                                | 9. November 1957  | 2. August 1991    |
| 5                          | Bernard Joseph Harrington              | Weihbischof in Detroit (USA)                                                        | 23. November 1993 | 4. November 1998  |
| 6                          | Felix Genn                             | Weihbischof in Trier (Deutschland)                                                  | 16. April 1999    | 4. April 2003     |
| 7                          | Oscar Domingo Sarlinga                 | Weihbischof in Mercedes-Luján (Argentinien)                                         | 12. April 2003    | 3. Februar 2006   |
| 8                          | Edmundo Ponziano Valenzuela Mellid SDB | Apostolischer Vikar von Chaco Paraguayo (Paraguay)                                  | 13. Februar 2006  | 8. November 2011  |
| 9                          | Devair Araújo da Fonseca               | Weihbischof in São Paulo (Brasilien)                                                | 10. Dezember 2014 | 11. November 2020 |
| 10                         | Germán Humberto Barbosa Mora           | Weihbischof in Bogotá (Kolumbien)                                                   | 20. Juni 2025     |                   |